# JAS Motorsport
La JAS Motorsport è una scuderia automobilistica italiana con sede ad Arluno, fondata nel 1995 e nota soprattutto per la sua lunga attività con la Honda, per la quale svolge attualmente il ruolo di scuderia ufficiale nel WTCC.

## Storia

### Campionato europeo turismo
Nel 2004, in occasione dell'ultima stagione dell'ETCC, la scuderia ha preparato una Honda Accord, che è stata poi iscritta all'intera stagione. Per guidare la nuova auto è stato ingaggiato Alessandro Balzan, che si è posizionato 17º nella classifica piloti generale, a causa soprattutto della mancanza di competitività accusata nei confronti delle varie BMW, Alfa Romeo e SEAT ufficiali. Balzan è riuscito comunque a posizionarsi terzo nella classifica piloti privati.

### Campionato del mondo turismo

#### Honda Accord Euro R

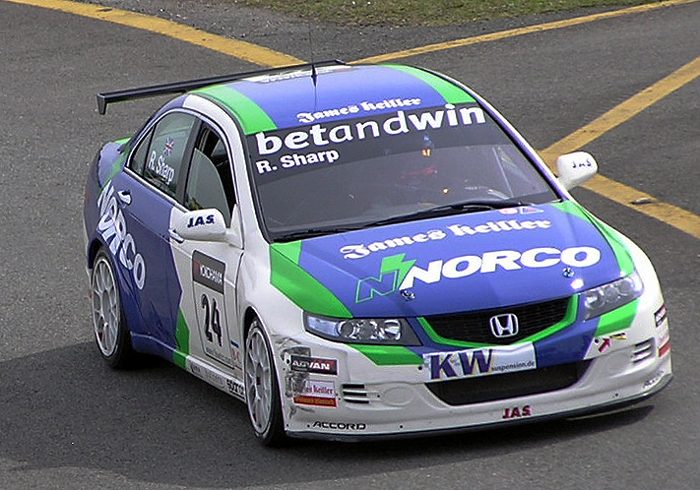
Ryan Sharp impegnato nella gara del Brasile nel 2006

In occasione del neonato WTCC la JAS Motorsport ha preparato una versione aggiornata della Honda Accord schierata nell'ETCC, iscrivendo due vetture al campionato. Una Accord è stata affidata ad Adriano De Micheli, mentre la seconda vettura è stata affidata per la prima parte di stagione a Roberto Colciago e in seguito a Tomas Engström e Simon Harrison, rispettivamente per le gare di Spagna e Macao. Solo Colgiaco è riuscito a ottenere punti validi per la classifica piloti, chiudendo 19º, ma permettendo alla JAS di chiudere al quinto posto nella classifica scuderie. Nonostante nessun punto ottenuto nella classifica piloti generale, De Micheli è riuscito a chiudere sesto nel trofeo Michelin, valido per i piloti privati.
In vista della stagione 2006 la scuderia ha nuovamente iscritto l campionato due Accord, affidate in momenti diversi a Pierre-Yves Corthals, Ryan Sharp e Fabrizio Giovanardi. Solo Giovanardi e Sharp hanno ottenuto punti validi per la classifica piloti, chiudendo rispettivamente al 20º e 21º posto. La JAS si è inoltre classificata terza tra le scuderie. Al termine della stagione, vista la scarsa competitività delle Accord preparate autonomamente, la JAS ha deciso di disimpegnarsi dal WTCC.

#### Honda Civic WTCC

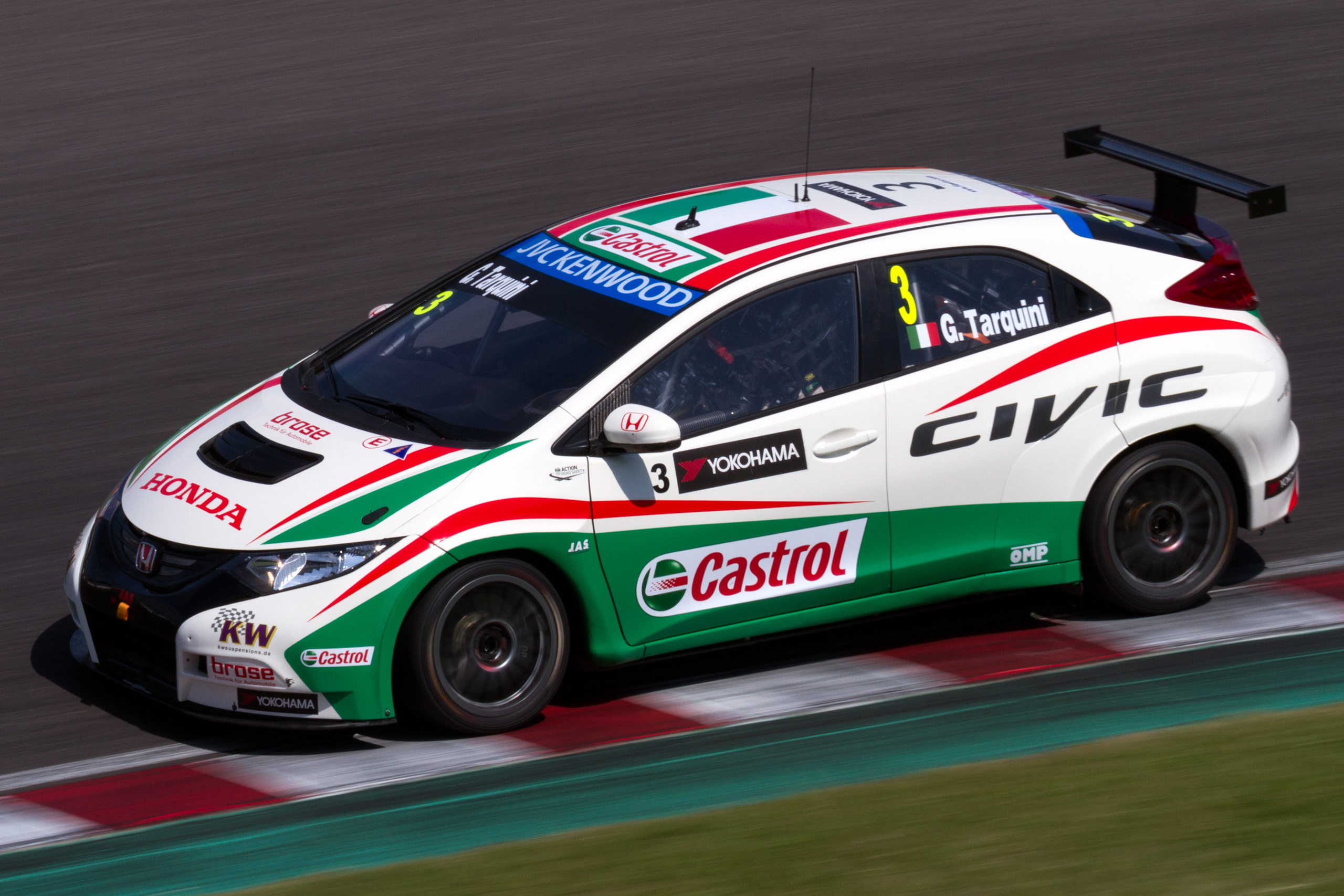
Gabriele Tarquini impegnato nella gara del Giappone nel 2013

Nel 2012 la Honda ha annunciato l'impegno ufficiale nel WTCC, affermando inoltre di aver stretto un accordo con la JAS come scuderia ufficiale della casa giapponese. In occasione delle ultime gare della stagione 2012 la JAS ha portato in pista una versione provvisoria della Honda Civic destinata a prendere parte al campionato dal 2013, affidata a Tiago Monteiro, che nella gara di Macao, l'ultima della stagione, ha anche ottenuto un podio.
Per la stagione 2013 la JAS ha portato in pista due Civic preparate ufficialmente dalla Honda; alla guida delle due vetture è stato confermato Monteiro, al quale è stato affiancato Gabriele Tarquini. Le Civic si sono dimostrate competitive, lottando per la conquista del mondiale con le Chevrolet Cruze semiufficiali della RML. Tarquini ha chiuso in seconda posizione nella classifica piloti, mentre Monteiro si è classificato ottavo; la JAS ha tuttavia permesso alla Honda di vincere la classifica costruttori al suo debutto nel WTCC.
In vista della stagione 2014 la Honda ha preparato due nuove Civic secondo le nuove specifiche TC1 introdotte dalla FIA. Al volante delle due auto sono stati confermati Monteiro e Tarquini, che si sono classificati rispettivamente quinto e sesto, dietro alle nuove Citroën C-Elysée ufficiali e alla Civic privata di Norbert Michelisz. La Honda si è inoltre classificata seconda tra le scuderie dietro alla Citroën.

### TCR Series
Nel 2014 la scuderia ha annunciato l'intenzione di sviluppare una Honda Civic con specifiche TCR in vista della nascita delle TCR International Series, campionato caratterizzato da vetture meno potenti rispetto a quelle con specifiche TC1, ma decisamente più economiche, che le pone di fatto come eredi delle vecchie vetture TC2. Per la stagione 2015 sono state costruite tre vetture, che sono state cedute alla WestCoast Racing. Le nuove Civic TCR si sono dimostrate fin da subito competitive, vantando soprattutto un'ottima accelerazione. Nel corso del 2015 sono state costruite delle nuove vetture, consegnate ad alcuni team asiatici partecipanti alle TCR Asia Series. Per le ultime gare del 2015 è stata presentata una versione aggiornata della Civic TCR; in occasione della presentazione della nuova auto la JAS ha annunciato l'intenzione di produrre un totale di 25 nuove vetture per il 2016 per le varie competizioni TCR, precisando però l'intenzione di non scendere in pista direttamente per non competere con i suoi clienti.

## Risultati

### Campionato internazionale turismo
| Anno | Vettura              | Pilota            | 1         | 2         | 3        | 4         | 5         | 6         | 7         | 8         | 9         | 10       | 11       | 12        | 13       | 14        | 15        | 16        | 17        | 18        | 19        | 20        | 21        | 22        | 23        | 24       | 25       | 26        | PP  | Punti |
| ---- | -------------------- | ----------------- | --------- | --------- | -------- | --------- | --------- | --------- | --------- | --------- | --------- | -------- | -------- | --------- | -------- | --------- | --------- | --------- | --------- | --------- | --------- | --------- | --------- | --------- | --------- | -------- | -------- | --------- | --- | ----- |
| 1996 | Alfa Romeo 155 V6 TI | Stefano Modena    | HOC 1 Rit | HOC 2 NP  | NÜR 1 17 | NÜR 2 Rit | EST 1 NP  | EST 2 9   | HEL 1 7   | HEL 2 Rit | NOR 1 3   | NOR 2 13 | DIE 1 4  | DIE 2 3   | SIL 1 4  | SIL 2 Rit | NÜR 3 13  | NÜR 4 10  | MAG 1 13  | MAG 2 7   | MUG 1 Rit | MUG 2 14  | HOC 3 Rit | HOC 4 10  | INT 1 2   | INT 2 8  | SUZ 1 5  | SUZ 2 4   | 12° | 92    |
| 1996 | Alfa Romeo 155 V6 TI | Gabriele Tarquini | HOC 1 Rit | HOC 2 NP  | NÜR 1 10 | NÜR 2 5   | EST 1 Rit | EST 2 14  | HEL 1 Rit | HEL 2 NP  | NOR 1 Rit | NOR 2 NP | DIE 1 20 | DIE 2 NP  | SIL 1 2  | SIL 2 1   | NÜR 3 Rit | NÜR 4 17  | MAG 1 15  | MAG 2 Rit | MUG 1 13  | MUG 2 6   | HOC 3 4   | HOC 4 Rit | INT 1 Rit | INT 2 NP | SUZ 1 NP | SUZ 2 Rit | 14° | 60    |
| 1996 | Alfa Romeo 155 V6 TI | Michael Bartels   | HOC 1 14  | HOC 2 14  | NÜR 1 11 | NÜR 2 Rit | EST 1 18  | EST 2 Rit | HEL 1 4   | HEL 2 Rit | NOR 1 Rit | NOR 2 NP | DIE 1 8  | DIE 2 Rit | SIL 1 SQ | SIL 2 8   | NÜR 3 15  | NÜR 4 14  | MAG 1 Rit | MAG 2 NP  | MUG 1 20  | MUG 2 NP  | HOC 3 13  | HOC 4 Rit | INT 1 Rit | INT 2 17 | SUZ 1 15 | SUZ 2 17  | 21° | 16    |
| 1996 | Alfa Romeo 155 V6 TI | Jason Watt        | HOC 1 Rit | HOC 2 Rit | NÜR 1 13 | NÜR 2 9   | EST 1 15  | EST 2 NP  | HEL 1 NP  | HEL 2 NP  | NOR 1 15† | NOR 2 NP | DIE 1 22 | DIE 2 12  | SIL 1 8  | SIL 2 3   | NÜR 3 14  | NÜR 4 Rit | MAG 1 Rit | MAG 2 12  | MUG 1 14  | MUG 2 Rit | HOC 3 Rit | HOC 4 Rit | INT 1     | INT 2    | SUZ 1    | SUZ 2     | 20° | 17    |
| 1996 | Alfa Romeo 155 V6 TI | Max Wilson        | HOC 1     | HOC 2     | NÜR 1    | NÜR 2     | EST 1     | EST 2     | HEL 1     | HEL 2     | NOR 1     | NOR 2    | DIE 1    | DIE 2     | SIL 1    | SIL 2     | NÜR 3     | NÜR 4     | MAG 1     | MAG 2     | MUG 1     | MUG 2     | HOC 3     | HOC 4     | INT 1 9   | INT 2    | SUZ 1    | SUZ 2     | 19° | 17    |
| 1996 | Alfa Romeo 155 V6 TI | Naoki Hattori     | HOC 1     | HOC 2     | NÜR 1    | NÜR 2     | EST 1     | EST 2     | HEL 1     | HEL 2     | NOR 1     | NOR 2    | DIE 1    | DIE 2     | SIL 1    | SIL 2     | NÜR 3     | NÜR 4     | MAG 1     | MAG 2     | MUG 1     | MUG 2     | HOC 3     | HOC 4     | INT 1     | INT 2    | SUZ 1 19 | SUZ 2 16  | 31° | 0     |

### Super Tourenwagen Cup
| Anno | Vettura           | Pilota            | 1         | 2        | 3         | 4         | 5        | 6         | 7         | 8         | 9         | 10        | 11        | 12        | 13        | 14       | 15       | 16        | 17       | 18       | 19       | 20        | PP  | Punti |
| ---- | ----------------- | ----------------- | --------- | -------- | --------- | --------- | -------- | --------- | --------- | --------- | --------- | --------- | --------- | --------- | --------- | -------- | -------- | --------- | -------- | -------- | -------- | --------- | --- | ----- |
| 1997 | Alfa Romeo 155 TS | Stefano Modena    | HOC 1 10  | HOC 2 7  | ZOL 1 14  | ZOL 2 27  | NÜR 1 23 | NÜR 2 20  | SAC 1 23  | SAC 2 Rit | NOR 1 27  | NOR 2 7   | WUN 1 14  | WUN 2 Rit | ZWE 1 18  | ZWE 2 20 | SAL 1 19 | SAL 2 17  | REG 1 16 | REG 2 10 | NÜR 3 NP | NÜR 4 Rit | 20° | 129   |
| 1997 | Alfa Romeo 155 TS | Christian Danner  | HOC 1 17  | HOC 2 23 | ZOL 1 23  | ZOL 2 23  | NÜR 1 17 | NÜR 2 Rit | SAC 1 Rit | SAC 2 Rit | NOR 1 17  | NOR 2 Rit | WUN 1 18  | WUN 2 Rit | ZWE 1 24  | ZWE 2 21 | SAL 1 20 | SAL 2 18  | REG 1 20 | REG 2 18 | NÜR 3 23 | NÜR 4 18  | 29° | 37    |
| 1998 | Honda Accord      | Gabriele Tarquini | HOC 1 7   | HOC 2 11 | NÜR 1 8   | NÜR 2 Rit | SAC 1 5  | SAC 2 4   | NOR 1 5   | NOR 2 7   | REG 1 3   | REG 2 1   | WUN 1 Rit | WUN 2 NP  | ZWE 1 4   | ZWE 2 22 | SAL 1 5  | SAL 2 4   | OSC 1 16 | OSC 2 12 | NÜR 3 21 | NÜR 4 9   | 7°  | 335   |
| 1998 | Honda Accord      | Tom Kristensen    | HOC 1 9   | HOC 2 12 | NÜR 1 Rit | NÜR 2 NP  | SAC 1 7  | SAC 2 Rit | NOR 1 14  | NOR 2 8   | REG 1 8   | REG 2 16  | WUN 1 3   | WUN 2 5   | ZWE 1 Rit | ZWE 2 9  | SAL 1 8  | SAL 2 7   | OSC 1 13 | OSC 2 10 | NÜR 3 7  | NÜR 4 5   | 11° | 293   |
| 1999 | Honda Accord      | Gabriele Tarquini | SAC 1 8   | SAC 2 7  | ZWE 1 7   | ZWE 2 3   | OSC 1 3  | OSC 2 5   | NOR 1 16  | NOR 2 NP  | MIS 1 4   | MIS 2 3   | NÜR 1 2   | NÜR 2 3   | SAL 1 Rit | SAL 2 6  | OSC 3 1  | OSC 4 2   | HOC 1 6  | HOC 2 6  | NÜR 3 11 | NÜR 4 3   | 4°  | 470   |
| 1999 | Honda Accord      | Tom Kristensen    | SAC 1 Rit | SAC 2 6  | ZWE 1 Rit | ZWE 2 4   | OSC 1 2  | OSC 2     | NOR 1 19  | NOR 2 Rit | MIS 1 Rit | MIS 2 4   | NÜR 1 16  | NÜR 2 1   | SAL 1 4   | SAL 2    | OSC 3    | OSC 4 Rit | HOC 1 2  | HOC 2 1  | NÜR 3    | NÜR 4 1   | 3°  | 486   |

### Campionato europeo turismo
| Anno | Vettura             | Pilota            | 1         | 2        | 3         | 4        | 5         | 6         | 7        | 8         | 9        | 10       | 11       | 12       | 13       | 14       | 15       | 16      | 17        | 18       | 19        | 20        | PP  | Punti | PS | Punti |
| ---- | ------------------- | ----------------- | --------- | -------- | --------- | -------- | --------- | --------- | -------- | --------- | -------- | -------- | -------- | -------- | -------- | -------- | -------- | ------- | --------- | -------- | --------- | --------- | --- | ----- | -- | ----- |
| 2000 | Honda Accord        | Peter Kox         | MUG 1     | MUG 2 1  | PER 1 2   | PER 2 13 | A1R 1     | A1R 2 13  | MON 1 2  | MON 2 1   | HUN 1 4  | HUN 2 4  | IMO 1 3  | IMO 2 3  | MIS 1 2  | MIS 2 3  | BRN 1    | BRN 2 9 | VAL 1 3   | VAL 2 3  | MOB 1 9   | MOB 2 8   | 2°  | 232   | 3° | 248   |
| 2000 | Honda Accord        | Gabriele Tarquini | MUG 1     | MUG 2    | PER 1     | PER 2    | A1R 1     | A1R 2     | MON 1    | MON 2     | HUN 1    | HUN 2    | IMO 1    | IMO 2    | MIS 1    | MIS 2    | BRN 1    | BRN 2   | VAL 1 7   | VAL 2 NP | MOB 1 11  | MOB 2 6   | 16° | 10    | 3° | 248   |
| 2000 | Honda Accord        | David Leslie      | MUG 1     | MUG 2    | PER 1     | PER 2    | A1R 1     | A1R 2     | MON 1    | MON 2     | HUN 1    | HUN 2    | IMO 1    | IMO 2    | MIS 1    | MIS 2    | BRN 1    | BRN 2   | VAL 1     | VAL 2    | MOB 1 10  | MOB 2 5   | 18° | 9     | 3° | 248   |
| 2001 | Honda Accord        | Gabriele Tarquini | ITA 1 Rit | ITA 2 1  | CEC 1 Rit | CEC 2 3  | FRA 1     | FRA 2 Rit | GBR 1    | GBR 2 1   | BEL 1    | BEL 2 14 | UNG 1 2  | UNG 2 4  | AUT 1    | AUT 2 1  | GER 1 2  | GER 2   | SPA 1     | SPA 2 1  | POR 1 2   | POR 2 Rit | 3°  | 579   | 2° | 1089  |
| 2001 | Honda Accord        | Fabrice Walfisch  | ITA 1 5   | ITA 2 5  | CEC 1 NC  | CEC 2 6  | FRA 1 Rit | FRA 2 6   | GBR 1 4  | GBR 2 5   | BEL 1 3  | BEL 2 5  | UNG 1 4  | UNG 2 5  | AUT 1 3  | AUT 2 4  | GER 1 15 | GER 2 1 | SPA 1 Rit | SPA 2 7  | POR 1 23  | POR 2 Rit | 4°  | 434   | 2° | 1089  |
| 2001 | Honda Accord        | James Thompson    | ITA 1     | ITA 2    | CEC 1     | CEC 2    | FRA 1     | FRA 2     | GBR 1    | GBR 2     | BEL 1    | BEL 2    | UNG 1    | UNG 2    | AUT 1    | AUT 2    | GER 1    | GER 2   | SPA 1 2   | SPA 2 4  | POR 1 24  | POR 2     | 20° | 107   | 2° | 1089  |
| 2004 | Honda Accord Euro R | Alessandro Balzan | ITA 1 14  | ITA 2 12 | SPA 1 12  | SPA 2 13 | FRA 1 14  | FRA 2 10  | GER 1 13 | GER 2 Rit | CEC 1 13 | CEC 2 10 | GBR 1 15 | GBR 2 11 | BEL 1 11 | BEL 2 10 | ITA 3 10 | ITA 4 6 | GER 3 Rit | GER 4 NP | DUB 1 Rit | DUB 2 NP  | 17° | 3     | –  | –     |

### Campionato del mondo turismo
| Anno | Vettura              | Pilota               | 1         | 2         | 3         | 4         | 5        | 6         | 7         | 8         | 9         | 10        | 11       | 12        | 13        | 14        | 15        | 16        | 17        | 18       | 19        | 20        | 21        | 22       | 23       | 24        | PP  | Punti | PS | Punti |
| ---- | -------------------- | -------------------- | --------- | --------- | --------- | --------- | -------- | --------- | --------- | --------- | --------- | --------- | -------- | --------- | --------- | --------- | --------- | --------- | --------- | -------- | --------- | --------- | --------- | -------- | -------- | --------- | --- | ----- | -- | ----- |
| 2005 | Honda Accord Euro R  | Adriano de Micheli   | ITA 1 21  | ITA 2 14  | FRA 1 22  | FRA 2 20  | GBR 1 20 | GBR 2 15  | EUR 1 Rit | EUR 2 NP  | MES 1 NP  | MES 2 NP  | BEL 1    | BEL 2     | GER 1 15  | GER 2 18  | TUR 1 15  | TUR 2 16  | SPA 1 11  | SPA 2 19 | MAC 1 15  | MAC 2 Rit |           |          |          |           | NC  | 0     | 5° | 89    |
| 2005 | Honda Accord Euro R  | Roberto Colciago     | ITA 1 12  | ITA 2 Rit | FRA 1 12  | FRA 2 12  | GBR 1 12 | GBR 2 19  | EUR 1 6   | EUR 2 Rit | MES 1 Rit | MES 2 18  | BEL 1 8  | BEL 2 Rit | GER 1     | GER 2     | TUR 1     | TUR 2     | SPA 1     | SPA 2    | MAC 1     | MAC 2     |           |          |          |           | 19° | 4     | 5° | 89    |
| 2005 | Honda Accord Euro R  | Tomas Engström       | ITA 1 14  | ITA 2 23  | FRA 1     | FRA 2     | GBR 1    | GBR 2     | EUR 1     | EUR 2     | MES 1     | MES 2     | BEL 1    | BEL 2     | GER 1     | GER 2     | TUR 1     | TUR 2     | SPA 1 13  | SPA 2 9  | MAC 1     | MAC 2     |           |          |          |           | NC  | 0     | 5° | 89    |
| 2005 | Honda Accord Euro R  | Simon Harrison       | ITA 1     | ITA 2     | FRA 1     | FRA 2     | GBR 1    | GBR 2     | EUR 1     | EUR 2     | MES 1     | MES 2     | BEL 1    | BEL 2     | GER 1     | GER 2     | TUR 1     | TUR 2     | SPA 1     | SPA 2    | MAC 1 20† | MAC 2 NP  |           |          |          |           | NC  | 0     | 5° | 89    |
| 2006 | Honda Accord Euro R  | Pierre-Yves Corthals | ITA 1 22  | ITA 2 NP  | FRA 1 16  | FRA 2 Rit | GBR 1 17 | GBR 2 Rit | GER 1 Rit | GER 2 NP  | BRA 1     | BRA 2     | MES 1 13 | MES 2 10  | CEC 1 16  | CEC 2 16  | TUR 1 11  | TUR 2 19  | SPA 1 12  | SPA 2 16 | MAC 1     | MAC 2     |           |          |          |           | NC  | 0     | 3° | 132   |
| 2006 | Honda Accord Euro R  | Ryan Sharp           | ITA 1 18  | ITA 2 14  | FRA 1 22  | FRA 2 Rit | GBR 1 16 | GBR 2 13  | GER 1 25  | GER 2 18  | BRA 1 12  | BRA 2 12  | MES 1 3  | MES 2 Rit | CEC 1 12  | CEC 2 17  | TUR 1     | TUR 2     | SPA 1     | SPA 2    | MAC 1     | MAC 2     |           |          |          |           | 21° | 6     | 3° | 132   |
| 2006 | Honda Accord Euro R  | Fabrizio Giovanardi  | ITA 1     | ITA 2     | FRA 1     | FRA 2     | GBR 1    | GBR 2     | GER 1     | GER 2     | BRA 1 16  | BRA 2 NP  | MES 1    | MES 2     | CEC 1     | CEC 2     | TUR 1     | TUR 2     | SPA 1     | SPA 2    | MAC 1 4   | MAC 2 6   |           |          |          |           | 20° | 8     | 3° | 132   |
| 2012 | Honda Civic S2000 TC | Tiago Monteiro       | ITA 1 Rit | ITA 2 18† | SPA 1 9   | SPA 2 13  | MAR 1 NC | MAR 2 9   | SVC 1 Rit | SVC 2 Rit | UNG 1 5   | UNG 2 5   | AUT 1 5  | AUT 2 Rit | POR 1 7   | POR 2 8   | BRA 1 Rit | BRA 2 9   | USA 1 6   | USA 2 6  | GPN 1 9   | GPN 2 10  | CIN 1 13  | CIN 2 10 | MAC 1 3  | MAC 2 4   | 9°  | 95    | —  | —     |
| 2013 | Honda Civic WTCC     | Gabriele Tarquini    | ITA 1 4   | ITA 2 3   | MAR 1 2   | MAR 2 Rit | SVC 1    | SVC 2 3   | UNG 1 3   | UNG 2 Rit | AUT 1 12  | AUT 2 8   | RUS 1 6  | RUS 2 7   | POR 1 Rit | POR 2 20  | ARG 1 4   | ARG 2     | USA 1 6   | USA 2 1  | GPN 1 27† | GPN 2 4   | CIN 1 7   | CIN 2    | MAC 1 NP | MAC 2 8   | 2°  | 242   | 1° | 1017  |
| 2013 | Honda Civic WTCC     | Tiago Monteiro       | ITA 1 5   | ITA 2 8   | MAR 1 Rit | MAR 2 NP  | SVC 1 2  | SVC 2 5   | UNG 1 Rit | UNG 2 13  | AUT 1 13  | AUT 2 4   | RUS 1 12 | RUS 2 12  | POR 1 9   | POR 2 11  | ARG 1 10  | ARG 2 6   | USA 1 2   | USA 2 5  | GPN 1 28† | GPN 2 3   | CIN 1 11  | CIN 2 1  | MAC 1 2  | MAC 2 Rit | 8°  | 164   | 1° | 1017  |
| 2014 | Honda Civic WTCC     | Gabriele Tarquini    | MAR 1 NP  | MAR 2 NP  | FRA 1 3   | FRA 2 4   | UNG 1 4  | UNG 2 8   | SVC 1 8   | SVC 2 C   | AUT 1 8   | AUT 2     | RUS 1 2  | RUS 2 Rit | BEL 1 8   | BEL 2 8   | ARG 1 8   | ARG 2 4   | PEC 1 16† | PEC 2 10 | CIN 1 6   | CIN 2 Rit | GPN 1 6   | GPN 2 1  | MAC 1 3  | MAC 2 NP  | 6°  | 182   | 2° | 710   |
| 2014 | Honda Civic WTCC     | Tiago Monteiro       | MAR 1 5   | MAR 2 10† | FRA 1 8   | FRA 2 3   | UNG 1 3  | UNG 2     | SVC 1 5   | SVC 2 C   | AUT 1 7   | AUT 2 3   | RUS 1 5  | RUS 2 Rit | BEL 1 6   | BEL 2 4   | ARG 1 5   | ARG 2 5   | PEC 1 Rit | PEC 2 13 | CIN 1 7   | CIN 2     | GPN 1 9   | GPN 2 9  | MAC 1 4  | MAC 2 16† | 5°  | 186   | 2° | 710   |
| 2015 | Honda Civic WTCC     | Gabriele Tarquini    | ARG 1 5   | ARG 2 4   | MAR 1 7   | MAR 2 5   | UNG 1 SQ | UNG 2 13  | GER 1 6   | GER 2 4   | RUS 1 3   | RUS 2 Rit | SVC 1 6  | SVC 2 4   | FRA 1 8   | FRA 2 5   | POR 1 4   | POR 2 3   | GPN 1 3   | GPN 2 12 | CIN 1 Rit | CIN 2     | THA 1 5   | THA 2 5  | QAT 1 15 | QAT 2 7   | 5°  | 197   | 2° | 721   |
| 2015 | Honda Civic WTCC     | Tiago Monteiro       | ARG 1 4   | ARG 2 3   | MAR 1 6   | MAR 2 Rit | UNG 1 5  | UNG 2 4   | GER 1 Rit | GER 2 3   | RUS 1 8   | RUS 2 1   | SVC 1 8  | SVC 2 9   | FRA 1 7   | FRA 2 Rit | POR 1 5   | POR 2 Rit | GPN 1 9   | GPN 2 1  | CIN 1 7   | CIN 2 6   | THA 1 7   | THA 2 SQ | QAT 1 8  | QAT 2 9   | 7°  | 177   | 2° | 721   |
| 2016 | Honda Civic WTCC     | Tiago Monteiro       | FRA 1 4   | FRA 2     | SVC 1     | SVC 2     | UNG 1 11 | UNG 2 3   | MAR 1 SQ  | MAR 2 SQ  | GER 1 Rit | GER 2 NP  | RUS 1 6  | RUS 2 5   | POR 1 10  | POR 2 1   | ARG 1 4   | ARG 2 4   | GPN 1 3   | GPN 2 3  | CIN 1 10  | CIN 2 8   | QAT 1 Rit | QAT 2 5  |          |           | 3°  | 214   | 2° | 675   |
| 2016 | Honda Civic WTCC     | Robert Huff          | FRA 1     | FRA 2 6   | SVC 1 3   | SVC 2 14  | UNG 1 10 | UNG 2 6   | MAR 1 SQ  | MAR 2 SQ  | GER 1 4   | GER 2 4   | RUS 1 7  | RUS 2 4   | POR 1 6   | POR 2 4   | ARG 1 2   | ARG 2 3   | GPN 1 2   | GPN 2 9  | CIN 1 9   | CIN 2 13  | QAT 1 3   | QAT 2 8  |          |           | 6°  | 199   | 2° | 675   |
| 2016 | Honda Civic WTCC     | Norbert Michelisz    | FRA 1 3   | FRA 2 3   | SVC 1 6   | SVC 2 4   | UNG 1 NP | UNG 2 10  | MAR 1 SQ  | MAR 2 SQ  | GER 1 3   | GER 2     | RUS 1 10 | RUS 2 3   | POR 1 8   | POR 2 3   | ARG 1 6   | ARG 2 8   | GPN 1     | GPN 2 8  | CIN 1 2   | CIN 2 11  | QAT 1 5   | QAT 2 4  |          |           | 4°  | 213   | 2° | 675   |
| 2016 | Honda Civic WTCC     | Ryo Michigami        | FRA 1     | FRA 2     | SVC 1     | SVC 2     | UNG 1    | UNG 2     | MAR 1     | MAR 2     | GER 1     | GER 2     | RUS 1    | RUS 2     | POR 1     | POR 2     | ARG 1     | ARG 2     | GPN 1 11  | GPN 2 17 | CIN 1     | CIN 2     | QAT 1     | QAT 2    |          |           | NC  | 0     | 2° | 675   |
| 2017 | Honda Civic WTCC     | Tiago Monteiro       | MAR 1 6   | MAR 2 1   | ITA 1 3   | ITA 2     | UNG 1    | UNG 2 5   | GER 1 15  | GER 2 13  | POR 1 2   | POR 2 3   | ARG 1 5  | ARG 2     | CIN 1     | CIN 2     | GPN 1     | GPN 2     | MAC 1     | MAC 2    | QAT 1     | QAT 2     |           |          |          |           | 8°  | 200   | 2° | 880   |
| 2017 | Honda Civic WTCC     | Norbert Michelisz    | MAR 1 5   | MAR 2     | ITA 1 NC  | ITA 2 6   | UNG 1 NC | UNG 2 4   | GER 1 7   | GER 2     | POR 1 7   | POR 2 1   | ARG 1 14 | ARG 2 1   | CIN 1 SQ  | CIN 2 SQ  | GPN 1 7   | GPN 2 1   | MAC 1 5   | MAC 2    | QAT 1 9   | QAT 2 8   |           |          |          |           | 2°  | 255   | 2° | 880   |
| 2017 | Honda Civic WTCC     | Ryo Michigami        | MAR 1 Rit | MAR 2 10  | ITA 1 Rit | ITA 2 Rit | UNG 1 11 | UNG 2 13  | GER 1 11  | GER 2 Rit | POR 1 Rit | POR 2 13  | ARG 1 10 | ARG 2 11  | CIN 1 SQ  | CIN 2 SQ  | GPN 1 10  | GPN 2 Rit | MAC 1 3   | MAC 2 15 | QAT 1 14  | QAT 2 10  |           |          |          |           | 14° | 20    | 2° | 880   |
| 2017 | Honda Civic WTCC     | Gabriele Tarquini    | MAR 1     | MAR 2     | ITA 1     | ITA 2     | UNG 1    | UNG 2     | GER 1     | GER 2     | POR 1     | POR 2     | ARG 1    | ARG 2     | CIN 1 SQ  | CIN 2 SQ  | GPN 1     | GPN 2     | MAC 1     | MAC 2    | QAT 1     | QAT 2     |           |          |          |           | NC  | 0     | 2° | 880   |
| 2017 | Honda Civic WTCC     | Esteban Guerrieri    | MAR 1     | MAR 2 13  | ITA 1 4   | ITA 2 8   | UNG 1 6  | UNG 2 6   | GER 1 5   | GER 2 8   | POR 1 Rit | POR 2 8   | ARG 1 3  | ARG 2 4   | CIN 1     | CIN 2 4   | GPN 1 3   | GPN 2 4   | MAC 1 6   | MAC 2 4  | QAT 1 10  | QAT 2 1   |           |          |          |           | 4°  | 241   | 2° | 880   |